# 右田弘量
右田 弘量（みぎた ひろかず）は、室町時代から戦国時代の周防国の武将。大内氏庶流の右田氏当主。右田貞安の子、右田石見守貞俊の孫、子に興量がいる。右馬助と称した。
大内義興に仕えた。明応7年（1498年）11月7日、豊後国玖珠郡青内山において軍を率いて戦うが敗れ戦死。死亡した時の年齢は『大内系図』によると37歳。